# Manfredóniai-öböl
Koordináták: é. sz. 41° 34′ 08″, k. h. 16° 02′ 06″41.569000°N 16.035000°E
A Manfredóniai-öböl az Adriai-tenger egyik öble Olaszország keleti részén, a Gargano-félsziget (Testa del Gargano-fok) és az Ofanto folyó torkolata között. Nevét a partján fekvő Manfredonia városa után kapta. Északi, a félsziget felőli partja kavicsos, déli irányba haladva azonban homokossá válik. Az öbölbe torkollanak a Candelaro, Cervaro és Carapelle folyók. A partmenti települések közül a legjelentősebbek: Manfredonia, Mattinata, Zapponeta és Margherita di Savoia.

## Fordítás
Ez a szócikk részben vagy egészben  a   Golfo di Manfredonia című olasz Wikipédia-szócikk ezen változatának fordításán alapul.  Az eredeti cikk szerkesztőit annak laptörténete sorolja fel. Ez a jelzés csupán a megfogalmazás eredetét és a szerzői jogokat jelzi, nem szolgál a cikkben szereplő információk forrásmegjelöléseként.